# Kay Felder
Kahlil Ameer „Kay” Felder Jr (ur. 29 marca 1995 w Detroit) – amerykański koszykarz, występujący na pozycji rozgrywającego. 
14 października 2017 został wymieniony wraz z Richardem Jeffersonem, dwoma przyszłymi wyborami drugiej rundy draftu NBA oraz zobowiązaniami gotówkowymi do Atlanty Hawks w zamian za prawa do Serhija Hładyra i Dimitrisa Agrawanisa. Po dokonaniu transferu został natychmiast zwolniony. 16 października trafił do Chicago Bulls. 19 grudnia został zwolniony.
13 stycznia 2018 podpisał umowę z Detroit Pistons zarówno na występy w NBA, jak i zespole G-League – Grand Rapids Drive. 21 sierpnia dołączył do Toronto Raptors. 12 października został zwolniony.

## Osiągnięcia
Stan na 11 stycznia 2021, na podstawie, o ile nie zaznaczono inaczej.
NCAA
- Koszykarz roku Ligi Horizon (2016)[11]
- Najlepszy pierwszoroczny koszykarz roku Ligi Horizon (2014)
- Zaliczony do:
- I składu:
  -     - Horizon League (2015, 2016)
    - pierwszoroczniaków Horizon League (2014)
    - turnieju Vegas 16 (2016)
- III składu All-American (2016 przez AP, NABC, SN)
- Lider:
  - NCAA w asystach (2016)[12]
  - Ligi Horizon:
    - wszech czasów w asystach
    - w punktach (2016)
    - w asystach (2014–2016)
    - w przechwytach (2015)

NBA
- Wicemistrz NBA (2017)